# Darou (Burkina Faso)
Pour les articles homonymes, voir Darou.
Darou est une commune située dans le département de Ouarkoye de la province du Mouhoun au Burkina Faso.